# Lipps Inc
Lipps Inc er en Disco-gruppe fra USA.

## Diskografi
- Mouth to mouth (1979)
- Pucker up (1980)
- Designer music (1981)
- Four (1983)